# قديان (زاز الشرقي)
قدیان (بالفارسية: قادیان) هي قرية تقع في إيران في قسم زاز الشرقي الریفي. يقدر عدد سكانها بـ 147 نسمة بحسب إحصاء 2016.